# Роберт Клеј Прим
Роберт Клеј Прим (енгл. Robert Clay Prim; Свитвотер, Тексас, 25. септембар 1921) био је амерички математичар и информатичар.
Прим је дипломирао електротехнику на Принстон Универзитету 1941. године. Касније, 1949. године, тамо је и докторирао математику. Роберт Прим је радио на Принстону од 1948. до 1949. године као истраживачки сарадник.
Током највећег дела Другог светског рата (1941–1944), Прим је радио као инжењер за Џенерал електрик. Од 1944. до 1949. године, радио је у артиљеријској морнаричкој лабораторији Сједињених Држава као инжењер, а касније и као математичар. У Беловим лабораторијама је служио као вођа истраживања на пољу математике од 1958. до 1961. године. Тамо, Прим је развио Примов алгоритам. После Белових лабораторија, Прим је постао потпредседник за истраживање у Сандија националним лабораторијама.
Током своје каријере у Беловим лабораторијама, Роберт Прим је заједно са колегом Џозефом Крускалом развио два различита алгоритма (види похлепни алгоритам) за проналажење минималног обухватног стабла у тежинском графу, што је био главни камен спотицања у дизајну рачунарских мрежа. Примов алгоритам је првобитно пронашао математичар Војтех Јарник 1930. године, а независно од њега га је Прим открио 1957. године. Едсгер Дајкстра га је поново пронашао касније, 1959. године. Због тога се понекад назива ДЈП алгоритам или Јарников алгоритам.